# Rhododendron atrichum
Rhododendron atrichum är en ljungväxtart. Rhododendron atrichum ingår i släktet rododendron, och familjen ljungväxter.

## Underarter
Arten delas in i följande underarter:
- R. a. atrichum
- R. a. dendrolepis